# 國民革命軍陸軍第二十八軍
国民革命军第二十八军，两次编成。第一次是川军邓锡侯部，第二次是湘军，但很快就彻底中央军嫡系化。

## 川军第二十八军
前身是川军第30师。1926年12月，师长邓锡侯易帜投靠国民革命军，被国民政府改编为国民革命军第二十八军，邓锡侯任军长：
- 第1路，司令李家钰；
- 第2路，司令黄隐；
- 第3路，司令陈鼎勋；
- 第4路，司令罗泽洲；
- 第5路，司令马毓智。

1932年初，该军整理，路改为师。下辖：
- 第1师：师长杨秀春
- 第2师：师长黄隐
- 第3师：师长陈鼎勋
- 第4师：师长陈离
- 第7师：师长
- 独立旅：旅长谢无圻

1933年，再次整编：
- 第1师：师长陈鼎勋
- 第2师：师长黄隐
- 第3师：师长马毓智
- 教导师/第4师：师长杨秀春
- 模范师/第5师：师长陈离
- 新编第6师：半独立的小军阀部队；师长李家钰
- 新编第23师：半独立的小军阀部队；师长罗泽洲
- 特科司令部：游广居
- 警卫司令部：谢无圻
- 宪兵司令部：刁世杰

1935年10月，蒋介石对川军实施统一整编，该军辖步兵及特科共41个团，共45,200人。该军番号改为第四十五军。

## 湘军何键系的第二十八军
1930年9月，湘军何键部第19师（原属于第三十五军）围剿中央苏区的作战中有功，被蒋介石扩编为国民革命军第二十八军，辖第15、第16、第19师。1930年11月至1934年10月，参加了对湘赣苏区的第1至第4次围剿作战和对中央苏区的南雄水口战役等。1934年10月，该军第15、第16师参加了“追剿”中央红军的湘江战役。刘建绪指挥第二十八军主力猛攻红一军团在觉山铺的阻击阵地，双方伤亡都非常大，还一度打到红一军团指挥部附近。1936年3月下旬，该军参加了对湘鄂川黔边区红二、红六军团的围剿等作战。1937年1月，刘建绪奉命率第四路军入浙西，从此脱离了何键的控制。
1937年抗战爆发后，参加淞沪会战，第四路军被分拆成两个集团军。在罗店以南、蕴藻浜、大场镇、广陈镇等地区阻击日军。由于第62师的临时调离，造成金山卫一带防御出现真空，被日军抓住战机大举登陆。此时陶广已升任军长，虽命令部队迅速掉头反扑，但还是没能阻挡住日军前进的步伐。该军伤亡惨重，后撤至浙江嘉兴地区休整补充。1939年冬至1941年，该军先后参加了1939年冬季攻势作战和1941年第二次长沙会战。1942年5月至9月底参加了浙赣路会战，奉命在浙赣路以北新登、建德、寿昌一带打击日军。此次会战后，该军驻守在安徽歙县整训。 

1946年6月，改为整编第28师，驻防徐州。参加了朝阳集战役、两淮进攻战役、宿北战役、盐淮地区进攻战、泰蒙战役、孟良崮战役、进攻鲁中解放区战役、津浦路战役、大别山清剿战役、宛东战役、平汉路进攻战等作战。1948年12月，由湖北调到南京，在江北江浦、浦镇、浦口地区屏障守备，阵地设施强固。1949年4月渡江战役发起前，主阵地前所设警戒阵地先后被解放军第三十三军强攻。4月17日，解放军向238团据守花旗营车站第八连攻击。21日晚，解放军以炮火掩护，向238团守备大顶山的第三连进攻，至拂晓前被解放军攻占，浦镇地区完全被瞰制。守备高丽店至石佛寺一带高地的156团在17日后，不断受到炮火轰击，团长姜雪军负伤。21日晚解放军攻击大顶山，同时向155团据守高丽店警戒阵地的一个连攻击，拂晓前占领。21日晚12时，解放军向江浦城进行攻击，守备该城的154团激战至天明大部被歼，第二营及团直属队一部逃出，共伤亡官兵六百多名，阵亡连长３名。22日拂晓前，解放军全线进至该军主阵地前一二百公尺处。晚８时，开始对浦口、浦镇地区发起总攻击。至夜24时许，浦镇方面之80师开始向浦口车站撤退，天明后上船完毕。52师155团正面战斗为激烈，当晚22时左右，由高丽店、石佛寺方面前进的解放军一部进至浦口至浦镇间的公路和铁路附近，由江浦方面前进的解放军进至三北码头附近。该军主力陆续上船南逃。至23日8时全部逃走，解放军解放浦口、浦镇。4月23日上午10时由浦口、浦镇撤到下关后，军长刘秉哲召集团长以上指示：“本军沿京杭国道撤退，到宜兴集结整理后转杭州待命。”中午来到孝陵卫，德悉京杭国道已经发现了解放军。军部又赶快决定：各部队尽量轻装，就地将棉衣裤之棉花拆除，本晚夜行军兼程前进。26日上午，军属其余各部到达溧阳南渡镇，又受到了解放军的进攻，公路上人山人海，骡马、车辆、山炮、辎重、通信部队，混乱不堪，全军特种部队从此脱离掌握，以后均在溧阳附近被歼。嗣后全军改为“各部队分路出发”，“最后到杭州集结待命”。军长刘秉哲率领的部队，28日来到广德东北。
1949年4月29日该军逃至安徽广德、郎溪地区被合围歼灭。军长刘秉哲逃亡上海，于同年6月在上海被俘。